# Baron Manton

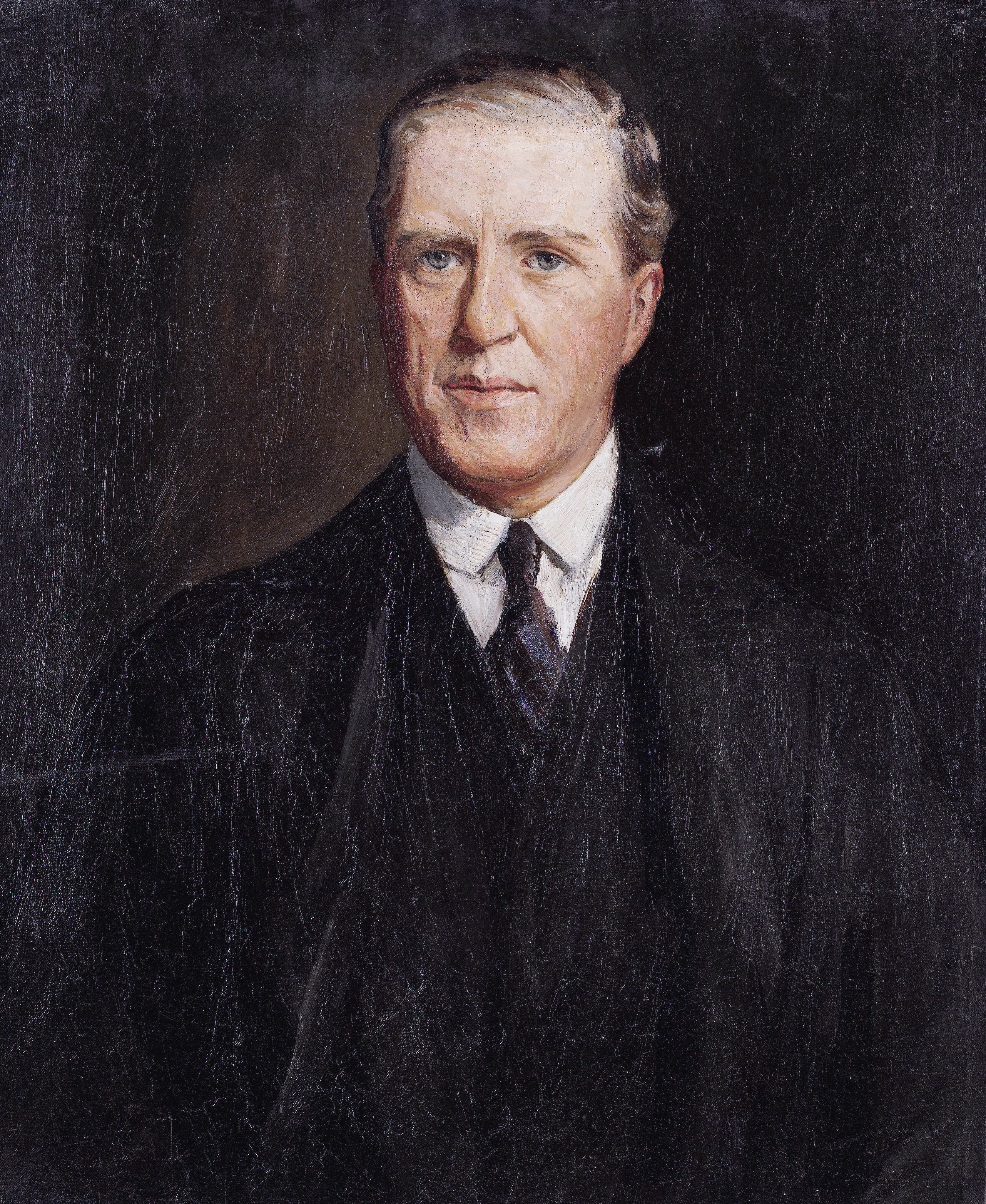
Joseph Watson, 1. Baron Manton

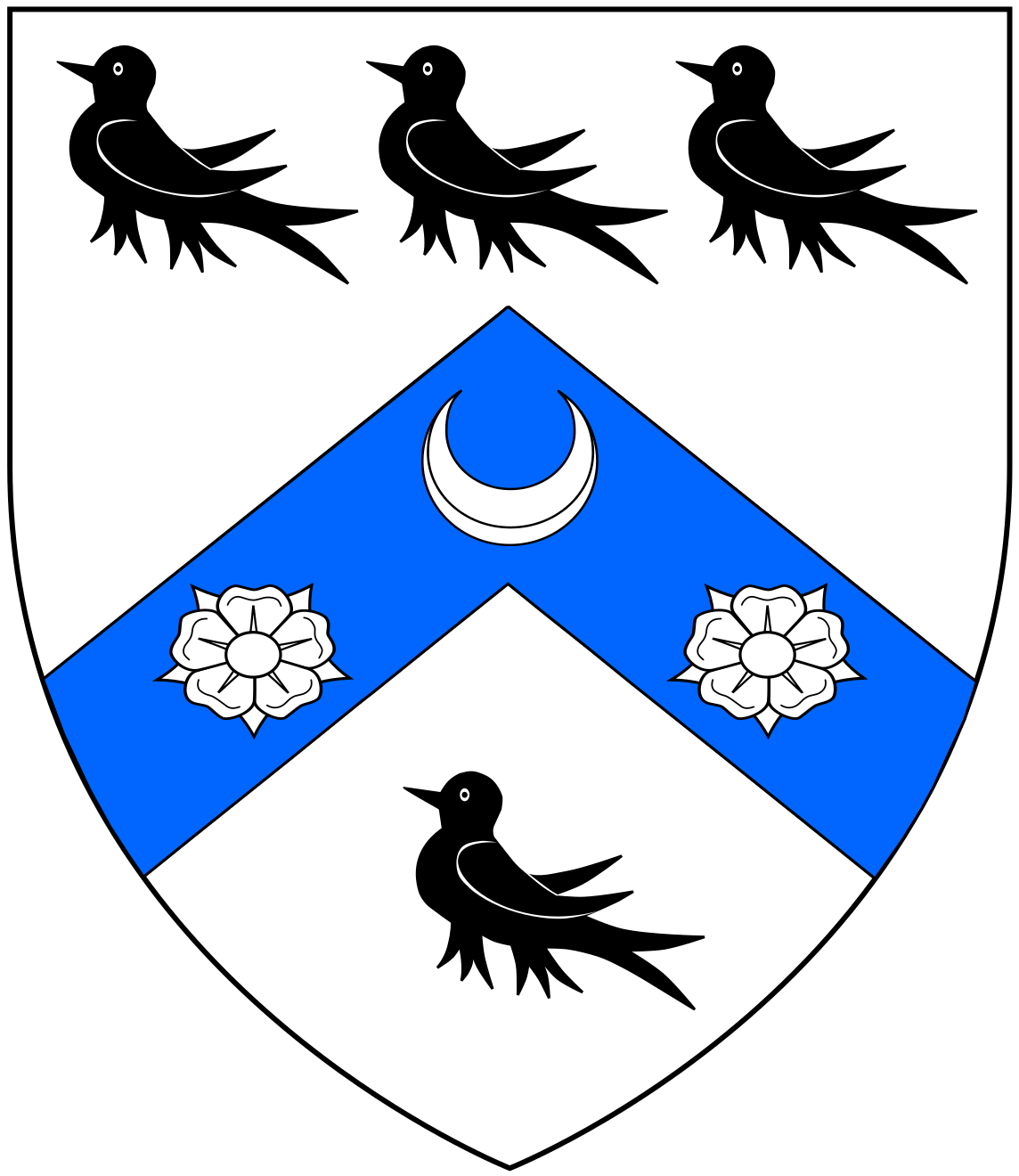
Wappen der Barone Manton

Baron Manton, of Compton Verney in the County of Warwick, ist ein erblicher britischer Adelstitel in der Peerage of the United Kingdom.
Familiensitz der Barone war Compton Verney House bei Kineton in Warwickshire und ist heute Houghton Hall in Sancton bei York in North Yorkshire.

## Verleihung
Der Titel wurde am 25. Januar 1922 für den Leedser Industriellen Joseph Watson geschaffen.
Heutiger Titelinhaber ist seit 2003 dessen Urenkel Miles Watson als 4. Baron.

## Liste der Barone Manton (1922)
- Joseph Watson, 1. Baron Manton (1873–1922)
- Miles Watson, 2. Baron Manton (1899–1968)
- Rupert Watson, 3. Baron Manton (1924–2003)
- Miles Watson, 4. Baron Manton (* 1958)

Titelerbe (Heir Apparent) ist der älteste Sohn des aktuellen Titelinhabers, Hon. Thomas Watson (* 1985).